# Sabaragamuwa
Sabaragamuwa è una provincia dello Sri Lanka, con capoluogo Ratnapura. 
Si estende nel sud-ovest del paese, su una superficie di 4902 km². Prende il nome dalla catena montuosa che l'attraversa.

## Distretti
La provincia comprende due distretti: 
- Kegalle
- Ratnapura